# Carin Fredlund
Carin Fredlund, född 1951, är en svenskt frilansjournalist med inriktning på reklam och marknadsföring.

## Biografi
Fredlund studerade vid Journalisthögskolan. Hon inledde karriären som praktikant vid tidningen Resumé som då gavs ut av Sveriges reklambyråförbund. Hon fortsatte skriva för tidningen som växte och ändrade karaktär under 80-talets mitt. År 1987 lämnade hon Resumé för att starta det konkurrerande nyhetsbrevet Quo Vadis vars första nummer kom ut den 5 oktober 1987. Den 3 oktober 1988 blev nyhetsbrevet en tidning med tvåveckorsutdelning. 1994 blev Quo Vadis ett dagligt nyhetsbrev kallat QV Xpress som levererades med fax. Fredlund fortsatte driva Quo Vadis fram till 2008.
Hon har varit krönikör om reklam för Dagens Industri från januari 2007 till 2011. I januari 2012 blev hon istället krönikör för Dagens Media. Hon har även samarbetat med Resumé och ett antal branschorganisationer som skribent. Som frilansskribent har hon skrivit ett stort antal artiklar, analyser, rapporter och deltagit som moderator i seminarier, men även som bollplank och diskussionspartner i frågor om varumärkesutveckling.
Fredlund har publicerat tre böcker i eget förlag: Detaljhandelns Utveckling (2005), God Design Bygger Starka Varumärken (2005) samt Varumärkesbygget (2006). Den senaste belönades som Årets Marknadsföringsbok 2006. Hon har även skrivit boken Åkestam Holst - Från omstart till världsklass (2014), på uppdrag av Arvinius + Orfeus Publishing.
Fredlund tilldelades Bengt Hanser-Stipendiet 2003. Stipendiet delas ut av Sveriges Kommunikationsbyråer till en person eller organisation som genom opinionsbildande insatser belyser och hävdar marknadskommunikationens roll i näringsliv och samhälle.
Hon nominerades till Stora Annonsörpriset (2012) av Sveriges Annonsörer.
2017 belönades hon med ett av priserna i Journalist of the Year, som delades ut av WiM - Women in Marketing, i London.
Hon har även en del internationella uppdrag, bland annat för WARC (www.warc.com) och hon är medlem i The Worldwide Association of Female Professionals.